# Myrnicka
Myrnicka (Pohlia sphagnicola) är en bladmossart som beskrevs av Brotherus 1903. Myrnicka ingår i släktet nickmossor, och familjen Bryaceae. Arten är reproducerande i Sverige. Inga underarter finns listade i Catalogue of Life.